# Suso Cecchi D’Amico
Suso Cecchi D’Amico (* 21. Juli 1914 als Giovanna Cecchi in Rom; † 31. Juli 2010 ebenda) war eine italienische Drehbuchautorin. Sie arbeitete mit fast allen der gefeierten Regiegrößen in Italiens Nachkriegsfilm zusammen. 

## Leben
Cecchi D’Amico, Tochter des Schriftstellers und Drehbuchautors Emilio Cecchi, schrieb ab 1946 mehr als 110 Drehbücher, in der Regel in Kooperation mit anderen Autoren. Gelegentlich lieferte sie auch die Geschichte für ein Drehbuch oder war für die Ausarbeitung der Dialoge zuständig. Dabei arbeitete sie eng mit den Regisseuren zusammen, die oft mit ihr zusammen das Drehbuch schrieben. Von Beginn an waren darunter Meisterwerke der italienischen Filmgeschichte wie Fahrraddiebe von Vittorio De Sica. Bekannt wurde sie in den 1960er und 1970er Jahren durch ihre Zusammenarbeit mit Franco Zeffirelli und Luchino Visconti. In den 1980er Jahren wandte sie sich leichten Unterhaltungsfilmen und dem Fernsehen zu und arbeitete viel mit Mario Monicelli zusammen. Bis ins hohe Alter arbeitete sie als Drehbuchautorin; noch mit 92 Jahren zählte sie den Filmautoren für Das Ende der Götter. 
1965 war sie zusammen mit Agenore Incrocci, Furio Scarpelli, Mario Monicelli, Tonino Guerra und Giorgio Salvioni für den Oscar in der Kategorie „Bestes Drehbuch“ für den Film Casanova ’70 nominiert. 1986 gewann sie den italienischen Filmpreis David di Donatello für den Fernsehfilm Speriamo che sia femmina (ebenfalls ausgezeichnet wurden Tullio Pinelli, Mario Monicelli, Leonardo Benvenuti und Piero De Bernardi). Bereits 1980 hatte sie einen David di Donatello für ihr Lebenswerk erhalten.
1982 war Suso Cecchi D’Amico Mitglied der Jury der Filmfestspiele von Cannes.
Bis zu dessen Tod war sie mit dem Musikwissenschaftler Fidele D’Amico verheiratet, mit dem sie drei Kinder hatte.

## Filmografie (Auswahl)
- 1946: Mio figlio professore
- 1947: Das Verbrechen des Giovanni Episcopo (Il delitto di Giovanni Episcopo)
- 1948: Fahrraddiebe (Ladri di biciclette)
- 1949: Himmel über den Sümpfen (Cielo sulla palude)
- 1950: Es ist Frühling (È primavera)
- 1950: Toselli-Serenade (Romanzo d'amore)
- 1951: Bellissima
- 1951: Das Wunder von Mailand (Miracolo a Milano)
- 1953: Wir Frauen (Siamo donne)
- 1954: Sehnsucht (Senso)
- 1955: Die Freundinnen (Le amiche)
- 1955: Wie herrlich, eine Frau zu sein (La fortuna di essere donna)
- 1957: Weiße Nächte (Le notti bianche)
- 1958: Diebe haben’s schwer (I soliti ignoti)
- 1959: Auf St. Pauli ist der Teufel los (I magliari)
- 1960: Rocco und seine Brüder (Rocco e i suoi fratelli)
- 1960: Es begann in Neapel (It Started in Naples)
- 1962: Wer erschoss Salvatore G.? (Salvatore Giuliano)
- 1962: Boccaccio 70 (Boccaccio ’70)
- 1963: Der Leopard (Il gattopardo)
- 1965: Sandra (Vaghe stelle dell’Orsa)
- 1965: Casanova ’70
- 1966: Die Gespielinnen (Le fate)
- 1967: Der Widerspenstigen Zähmung (The Taming of the Shrew)
- 1967: Mit Django kam der Tod (L’uomo, l’orgoglio, la vendetta)
- 1967: Der Fremde (Lo straniero)
- 1972: Bruder Sonne, Schwester Mond (Fratello sole, sorella luna)
- 1972: Pinocchio (Le avventure di Pinocchio) (Fernseh-Miniserie)
- 1973: Ludwig II. (Ludwig)
- 1974: Gewalt und Leidenschaft (Gruppo di famiglia in un interno)
- 1976: Die Unschuld (L’innocente)
- 1977: Jesus von Nazareth (Jesus of Nazareth) (TV-Mehrteiler)
- 1985: Die zwei Leben des Mattia Pascal (Le due vite di Mattia Pascal)
- 1986: Hoffen wir, daß es ein Mädchen wird (Speriamo che sia femmina)
- 1986: Die Untersuchung (L’inchiesta)
- 1987: Vagabunden wie wir (I picari)
- 1987: Schwarze Augen (Oci ciornie)
- 1988: Stradivari
- 1999: Meine italienische Reise (Il mio viaggio in Italia)
- 2006: Das Ende der Götter (L’inchiesta)